# Stephen Ellis
Stephen Douglas Ellis, né en 1968, est un médecin, capitaine et homme politique canadien. Il représente la circonscription de Cumberland—Colchester à la Chambre des communes du Canada depuis 2021 sous la bannière du Parti conservateur du Canada.